# Władysław Taczanowski (Politiker)
Władysław Taczanowski (von Taczanowski; * 12. August 1825 in Szypłów bei Śrem; † 13. März 1893) war ein politischer Vertreter der polnischen Minderheit im Deutschen Reich.

## Leben
Taczanowski entstammte dem polnischen Adelsgeschlecht Taczanowski in der preußischen Provinz Posen. Als Repräsentant der Polnischen Fraktion war er von März 1871 bis Januar 1877 Mitglied des Reichstages. Dort vertrat er als Abgeordneter den Wahlkreis Posen 8 (Wreschen – Pleschen – Jarotschin).